# Otto Neururer
Otto Neururer (né le 25 mars 1882 à Piller (Tyrol), mort le 30 mai 1940 dans le camp de concentration de Buchenwald) est un prêtre catholique autrichien victime du nazisme. Il est torturé et exécuté par les nazis pour avoir exercé illégalement sa fonction sacerdotale dans le camp de concentration. L'Église l'a déclaré bienheureux.

## Biographie
Il est le douzième enfant du meunier Peter Neururer et de son épouse, Hildegard Streng. À huit ans, son père âgé de soixante-dix ans meurt. Très tôt, il ressent l'envie de devenir prêtre. En 1895, avec le soutien de son riche oncle et d'autres mécènes, il entre au petit séminaire de Bressanone puis, après sa majorité, au grand séminaire, où il commence en 1903 ses études de théologie,. Il veut être jésuite pour être ensuite missionnaire, mais son état de santé ne le lui permet pas. Il est ordonné prêtre en 1907 puis devient professeur de religion au lycée des franciscains à Hall en Tyrol et à Innsbruck. Il rejoint le « mouvement social chrétien », ce qui entraîne des conflits avec sa hiérarchie. En 1932, il est nommé prêtre à Götzens.
Otto Neururer est décrit comme un homme plutôt timide, modeste et réservé, mais dès l'arrivée des nazis en Allemagne, il affirme que les notions de sang et de races allemands ne sont pas compatibles avec Dieu, voire une hérésie et qu'« il est du devoir des chrétiens d'aimer tous les hommes, et toutes les personnes, y compris les Juifs.» Il appuie aussi son enseignement religieux sur l'Ancien Testament, interdit par les nazis.
Parce qu'il déconseille à une jeune femme de faire un mariage religieux avec un notable nazi divorcé et âgé de trente ans de plus qu'elle, Otto Neururer est arrêté par la Gestapo le 15 décembre 1938 pour « diffamation du mariage germanique » et d'abord emprisonné à Innsbruck, transféré le 3 mars 1939 au camp de concentration de Dachau puis le 26 septembre à celui de Buchenwald.
Même dans le camp de concentration, il continue d'être un directeur de conscience. En avril 1940, un détenu l'approche car il souhaite se faire baptiser. Bien que les activités religieuses soient interdites, Otto Neururer et Matthias Spanlang, un autre prêtre autrichien, commencent à lui enseigner la foi. Lorsque cela est connu, le 28 mai 1940, ils sont arrêtés après leur travail et emmenés au "bunker", une salle sans lumière ni aération, où l'on ne donne ni eau ni nourriture et où l'on pratique la torture. Sur ordre de Martin Sommer, on dénude Otto Neururer et le pend par les pieds, il meurt après 34 heures d'agonie par un excès de sang dans le cerveau ; ses jambes sont enveloppées dans une peau de mouton pour atténuer les traces de pendaison. On craint la remise de la dépouille à la famille ou à l'Église, car il est le premier prêtre catholique autrichien à périr dans le camp de concentration de Buchenwald. Selon Kaplan Alfred Berchtold, un témoin oculaire qui a pu accéder clandestinement dans le "bunker", Otto Neururer n'a pas pleuré ni protesté lorsqu'il était pendu, il a juste murmuré des prières tant qu'il était conscient. Quatre jours plus tard, au cours de l'appel du soir, on annonce sa mort et celle de Matthias Spanlang, probablement exécuté de la même manière. Les nazis déclarent qu'ils sont morts d'une « insuffisance cardiaque aiguë ».
Le corps de Neururer est incinéré au camp le 3 juin, son urne est envoyée à Innsbruck en juin 1940. Ses funérailles à Götzens, le 30 juin 1940, sont une grande démonstration de foi. Le vicaire Carl Lampert publie à la demande du diocèse d'Innsbruck une nécrologie où il révèle le lieu de sa mort et déclare « Nous n'oublierons jamais sa mort », faisant allusion à son martyre. Lampert est ensuite arrêté et déporté à Dachau où il sera exécuté.

## Mémorial, béatification
En 1977, un mémorial pour Otto Neururer est élevé dans l'église Saint-Pierre-et-Saint-Paul de Götzens (de).
En 1996, le pape Jean-Paul II béatifie Otto Neururer, mais pas Matthias Spanlang, car les circonstances de sa mort ne sont pas tout à fait établies. Carl Lampert, dont l'arrestation est liée à la mort de Neururer, est béatifié en 2011.

## Filmographie
- Otto Neururer. Hoffnungsvolle Finsternis de l'Autrichien Hermann Weiskopf, 2019.

## Source, notes et références
1. ↑  « Bienheureux Othon Neururer », sur cef.fr (consulté le 3 septembre 2020).
2. ↑  « Bienheureux Otto NEURURER », sur abbaye-saint-benoit.ch via Internet Archive (consulté le 2 décembre 2023).
3. ↑  (de) « Otto Neururer », sur heiligenlexikon.de (consulté le 8 avril 2023).
4. ↑  Jahresbericht 2007/2008 des Vinzentiums (PDF; 4,9 MB) S. 11.
5. ↑  Butler 1998, p. 119.
6. ↑  « Pfarrer Otto Neururer - Heiligkeit der Ehe », sur gottliebtuns.com (consulté le 8 avril 2023).
7. ↑  (de) « Der Märtyrer-Priester Otto Neururer », sur fliess.at via Wikiwix (consulté le 8 octobre 2023).
8. ↑  Johannes Maria Lenz: Christus in Dachau, Wien 1974, S. 112f.
9. ↑  « herzjesu-weimar.de/historische… »(Archive.org • Wikiwix • Archive.is • Google • Que faire ?).
10. ↑  Scan der Todesanzeige

- (de) Cet article est partiellement ou en totalité issu de l’article de Wikipédia en allemand intitulé « Otto Neururer » (voir la liste des auteurs).